# Catering dietetyczny
Catering dietetyczny (dieta pudełkowa) − forma zmiany sposobu odżywiania na zdrowy, regularny i zbilansowany. W cateringach dietetycznych menu jest przygotowywane przez wykwalifikowanego dietetyka, a posiłki przygotowane przez profesjonalnego szefa kuchni. Gotowe i pełnowartościowe potrawy zapakowane w specjalne pojemniczki dostarczane są codziennie pod drzwi klienta. Catering dietetyczny jest często mylony ze zwykłym cateringiem (np. organizowanie przyjęć, wesel, jubileuszy, itp.).
Catering dietetyczny to forma odżywiania skierowana głównie do osób odchudzających się, sportowców oraz osób, które chcą zadbać o swoje ciało i samopoczucie. Dieta pudełkowa to także propozycja dla osób, które mają alergię lub nadwrażliwość (np. gluten czy laktozę) lub zwyczajnie brakuje im czasu na codzienne zakupy i przygotowywanie posiłków.  Catering dietetyczny powinien być dobrany do indywidualnych potrzeb klienta, jego celów żywieniowych oraz sylwetkowych. Klienci powinni mieć możliwość skorzystania z bezpłatnej porady dietetyka, który na podstawie szczegółowego wywiadu żywieniowego ma za zadanie dobrać odpowiednią kaloryczność i rodzaj diety do zapotrzebowania energetycznego. Przygotowana przez Instytut Żywności i Żywienia, Piramida Żywienia zakłada spożywanie zalecanych w piramidzie różnorodnych produktów spożywczych w odpowiednich ilościach i proporcjach oraz codzienna aktywność fizyczna. Każdy dzień diety powinien składać się ze złożonych węglowodanów, dobrych tłuszczów i pełnowartościowego białka. Podstawę głównych posiłków powinny stanowić owoce oraz warzywa, które dostarczą do organizmu odpowiednią porcję błonnika oraz całą gamę witamin i składników mineralnych. Każda dieta może składać się z kilku wariantów. W zależności od preferencji oraz potrzeb możemy zdecydować się na 3,5 lub nawet 6 posiłków w ciągu dnia. W popularnych cateringach dietetycznych średnia kaloryczność waha się między 1000 a nawet 3000 kilokalorii. Dobrać można również rodzaj diety.

## Rodzaje diet

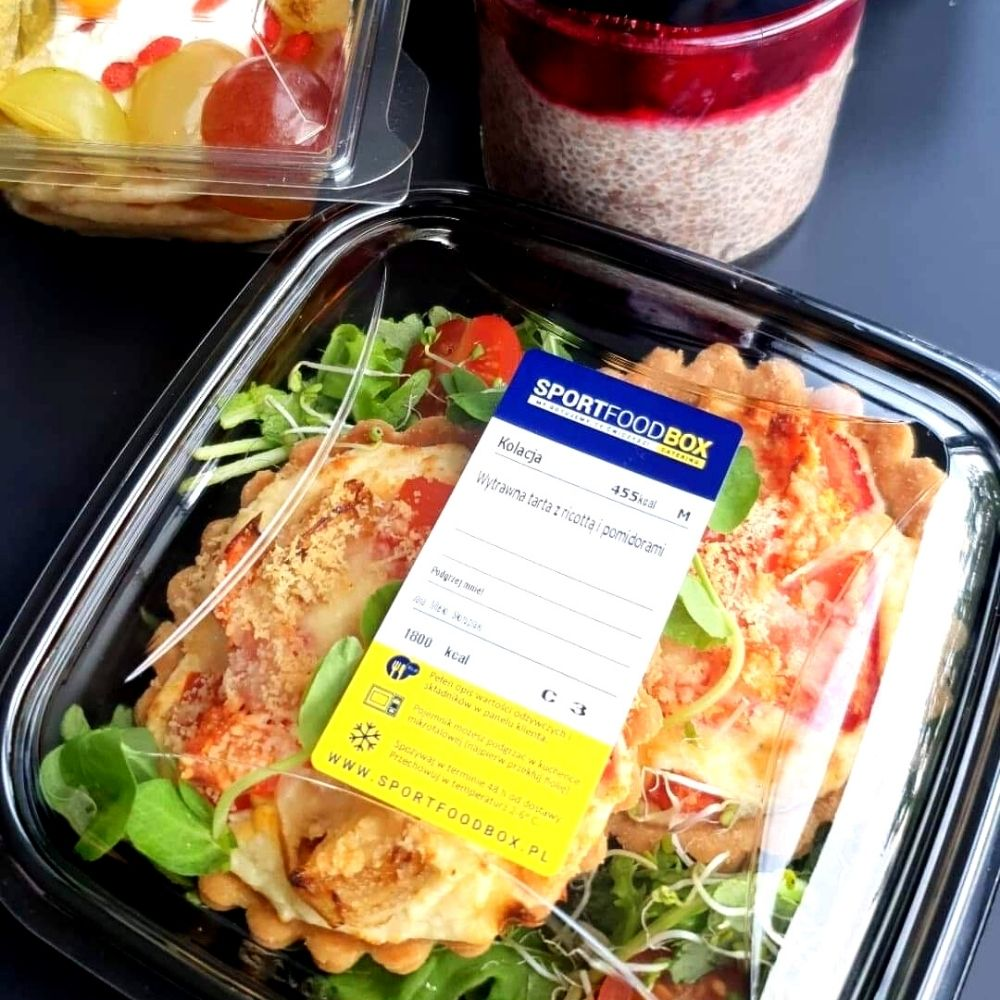
Catering dietetyczny przygotowany przez jedną z polskich firm zajmujących się cateringiem dietetycznym

Wśród najbardziej popularnych można wyróżnić diety:
- klasyczna (mięsne) – dieta optymalna lub dieta standardowa,
- wegetariańska,
- wegańska,
- niskowęglowodanowa,
- Sirtfood.
- Fleksitariańska (roślinna z rybą)

## Odpowiedzialność
Usługi cateringowe podlegają kontroli Państwowej Inspekcji Sanitarnej, jak każda działalność związana z produkcją i wprowadzaniem do obrotu wyrobów spożywczych. Przed wyborem cateringu dietetycznego, warto sprawdzić czy dana firma prowadzi działalność legalnie, w bezpiecznych i sterylnych warunkach. Wiele firm cateringowych stara się uzyskać certyfikat HACCP. (system HACCP od ang. Hazard Analysis and Critical Control Points – HACCP). W skład systemu wchodzi cały wachlarz procedur i instrukcji, w celu zapewnienia bezpiecznej produkcji dań do cateringu. Posiłki powinny być odpowiednio oznaczone etykietą, na której powinny znajdować się  informacje o wartości odżywczej żywności tj. kaloryczności produktu, zawartości białka, tłuszczu, w tym kwasów tłuszczowych nasyconych, węglowodanów, w tym cukrów czy soli. Na etykiecie powinna znaleźć się także pełna informacja o alergenach. Gotowe posiłki są szczelnie pakowanie (system MAP - modified atmosphere packaging), który umożliwia zachowanie podczas pakowania próżniowego wielu właściwości produktów. Znany też jako system pakowania w atmosferze modyfikowanej (lub ochronnej), MAP pomaga bez użycia konserwantów utrzymać przez długi czas pierwotny wygląd smak, jak i teksturę produktów. Dodatkowo takie środowisko chroni żywność przed mikroorganizmami i nie pozwala jej się zepsuć, dzięki temu jest pewność, że przyrządzone potrawy są najwyższej jakości.